# Desorden (banda)
Desorden es un grupo español de rock originario de la provincia española deAsturias.

## Biografía
Creada a finales de 2003 en Asturias,  realizan varias actuaciones por la provincia y también tocan en Cantabria, Salamanca y Madrid.
En mayo de 2004 graban una maqueta de seis temas en el estudio de la A.C. Llar de Sones. Grabó su primer trabajo Las cosas en su sitio, autoeditado por el propio grupo y distribuido por la productora asturiana Santo Grial. A raíz del lanzamiento de este disco, Desorden se ve inmerso en una gira de más de veinte conciertos en apenas seis meses que les lleva a tocar en escenarios como el Baiturock, Rock and Motos o el Derrame Rock. 
En apenas dos semanas, se alcanzaron las 800 copias vendidas, lo que llevó al grupo a aparecer octavo en la lista de los más vendidos en las Tiendas Tipo.
En mayo de 2007 sale a la calle su segundo álbum A gritos y susurros, compuesto de doce canciones. El disco viene precedido de la firma de un contrato discográfico con la discográfica independiente, Santo Grial. Para la presentación de este disco el grupo decide pasar la gira para el invierno y dejar las fechas de verano para festivales, lo que les vuelve a llevar a Derrame rock.
En enero de 2009 Naro decide desvincularse del grupo tras más de 10 años de trayectoria musical y centrarse en otras actividades, aunque sigue colaborando con Desorden en algunos conciertos. Es sustituido por Justo y comienza a ensayar enseguida. 
A principios de 2011 graban su tercer disco, titulado Bendita dinamita y que consta de 13 canciones.

## Miembros
Hugo López: Voz. Nacido en Arenas de Parres (Asturias), en el grupo Skarniu consiguió consolidarse como vocalista.
Javier Palomo: Guitarra. Nacido en Arriondas (Asturias), a los 15 años comienza su afición por la guitarra. Funda el grupo Skarniu con el que graba una maqueta y entra a formar parte de Neurotics como bajista. Abandona estos proyectos para desplazarse a Madrid para cursar los estudios de técnico de sonido. Una vez finalizados, vuelve para formar Desorden.
Diego Bastián: Batería. Nacido en Arriondas (Asturias), compra su primera batería con 16 años y forma el grupo Güestia con el que llegó a dar numerosos conciertos. Tras un breve parón decide implicarse en el proyecto de Desorden desde sus inicios.
Justo: Bajo. Fichado tras la marcha de Naro.

### Exmiembros
Gerardo Díaz, "Naro": Bajo. Nacido en Arriondas (Asturias), comienza su andadura en la música en 1996 formando parte del grupo Nameless. Más tarde funda Mala Reputación, grupo con el que graba 2 maquetas y un primer disco, además de realizar casi un centenar de actuaciones por toda España. Paralelamente forma parte del grupo de blues Aténganse a las consecuencias. En 2001 abandona Mala Reputación y decide probar suerte como batería en el grupo Trinchera. Tras una gira de conciertos decide volver a Desorden.

## Discografía

### Álbumes
| Año  | Nombre                | Discográfica             | Formato | Otra información |
| ---- | --------------------- | ------------------------ | ------- | ---------------- |
| 2005 | Y en las Calles...    | Producción propia        | CD      | Maqueta.         |
| 2006 | Las cosas en su sitio | Producción propia        | CD      |                  |
| 2007 | A gritos y susurros   | Santo Grial Producciones | CD      |                  |
| 2011 | Bendita dinamita      | Producción propia        | CD      |                  |